# Hämokonzentration
Hämokonzentration ist eine Bluteindickung, die durch eine Abnahme des Plasmawassers oder durch eine Zunahme von zellulären Bestandteilen (Blutkörperchen) im Blut bedingt sein kann. Beides führt zu einer erhöhten Konzentration der zellulären Bestandteile im Blut, wodurch sich dessen rheologische Eigenschaften deutlich verändern können. Der Hämatokrit-Wert steigt an. Eine geringfügige Eindickung des Blutes, beispielsweise durch eine zu geringe Flüssigkeitsaufnahme (Dehydratation) im Sommer, ist ein meist harmloser reversibler Prozess. Eine hohe Hämokonzentration kann jedoch schwerwiegende gesundheitliche Folgen haben.
Im britischen Englisch wird der Begriff haemoconcentration und im amerikanischen Englisch hemoconcentration für Hämokonzentration verwendet.

## Ätiologie
Die Abnahme des Plasmawassers kann durch verschiedene Erkrankungen und Syndrome, aber auch durch äußere Einflüsse, wie beispielsweise Diuretika („Wassertabletten“) ausgelöst werden. Zu den Erkrankungen gehören beispielsweise schwere Infektionen, Verbrennungen und Darmverschluss (Ileus). An Syndromen sei die Exsikkose und das Kapillarlecksyndrom erwähnt. Auch bestimmte Schockarten können eine Hämokonzentration bewirken.
Proteinverluste (unter anderem durch ein Nephrotisches Syndrom) verursachen eine Hypoalbuminämie, wodurch der onkotische Druck in den Blutgefäßen abfällt, was ebenfalls zu einer Hämokonzentration führen kann.
Eine Vermehrung von zellulären Elementen im Blut ist der erheblich seltenere Fall, der eine Hämokonzentration bewirkt. Beispielsweise kann eine Polycythaemia vera, eine seltene Myeloproliferative Erkrankung, oder eine Polyglobulie zu einer Hämokonzentration führen. Die Anwendung des Wirkstoffes Erythropoetin (EPO), kann – vor allem bei missbräuchlicher Anwendung als Dopingmittel – ebenfalls zu einer Hämokonzentration führen. Beim Bergsteigen in großer Höhe kann die Kombination aus einer durch hypobare Hypoxie natürlich gesteigerten Bildung roter Blutkörperchen zusammen mit der verstärkten Abatmung von Wasserdampf sowie einer verringerten Trinkmenge Ursache einer Hämokonzentration sein.

## Auswirkungen
Eine Bluteindickung kann zu einer Aggregation von Erythrozyten und Thrombozyten in den Kapillargefäßen, dem sogenannten Sludge-Phänomen, führen. Dadurch ist die Mikrozirkulation gestört und die Durchblutung der Organe nicht mehr ausreichend gewährleistet. Dies kann wiederum zu einem Sauerstoffmangel im Gewebe, einer Hypoxie, führen. Die Hypoxie kann eine irreversible Schädigung der Zellen bewirken, die bis hin zum Tod des Organismus gehen kann. Generell steigt die Neigung zur Thrombosebildung mit zunehmender Hämokonzentration.

## Weiterführende Literatur
- M. T. Allen und S. M. Patterson: Hemoconcentration and stress: a review of physiological mechanisms and relevance for cardiovascular disease risk. In: Biol Psychol 41, 1995, S. 1–27. PMID 8562671 (Review)
- E. A. Bachen u. a.: Effects of hemoconcentration and sympathetic activation on serum lipid responses to brief mental stress. In: Psychosom Med 64, 2002, S. 587–594. PMID 12140348